# Tetrodontium brownianum
Tetrodontium brownianum är en bladmossart som beskrevs av Schwaegrichen 1824. Enligt Catalogue of Life ingår Tetrodontium brownianum i släktet knappnålsmossor och familjen Tetraphidaceae, men enligt Dyntaxa är tillhörigheten istället släktet knappnålsmossor och familjen Tetraphidaceae. Arten har ej påträffats i Sverige. Inga underarter finns listade i Catalogue of Life.